# Pueblo di Sandia Village

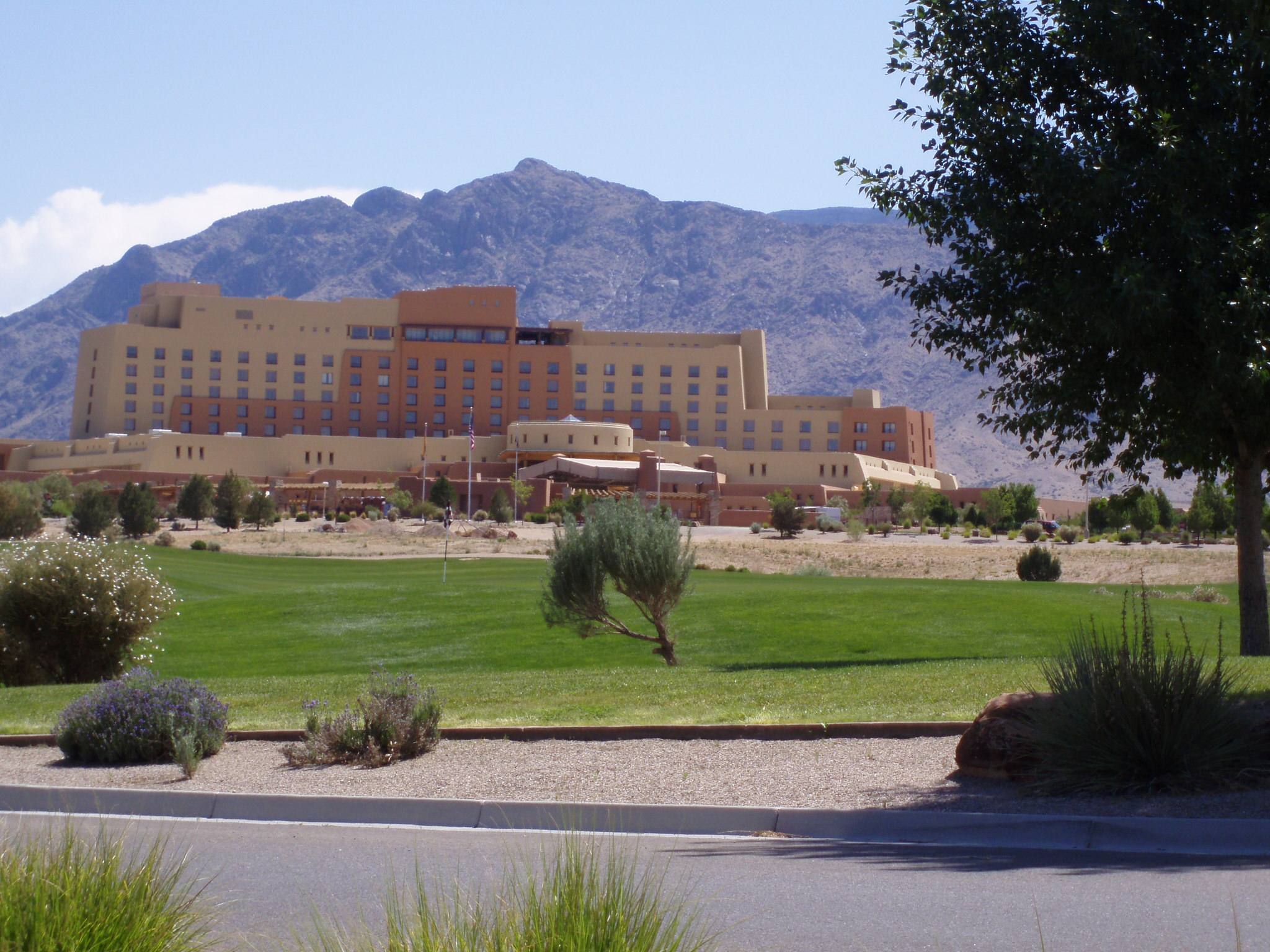
Il resort di Sandia con il Casinò e le Montagne Sandia sullo sfondo

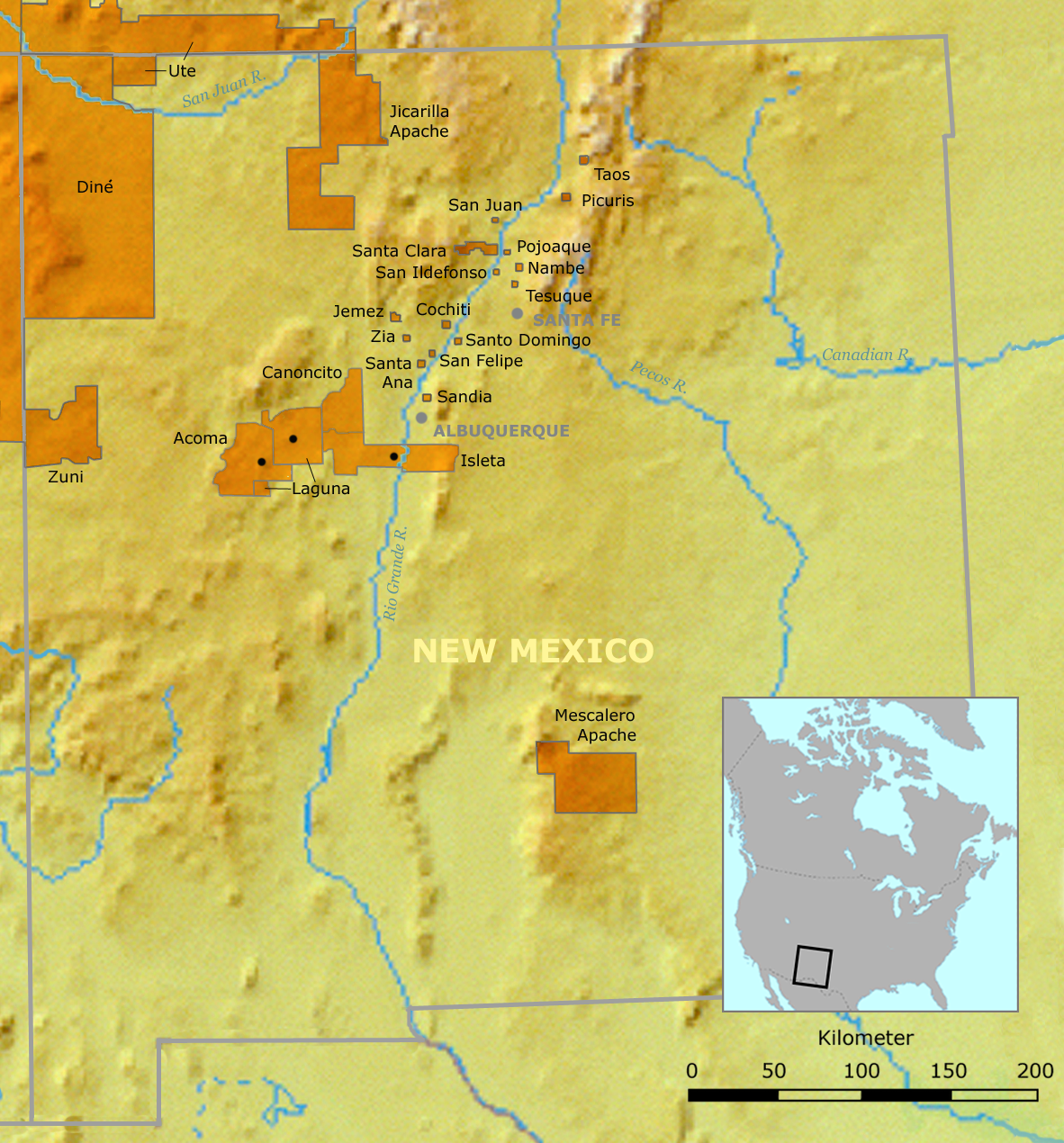
Riserva di Sandia Pueblo lungo il Rio Grande

Pueblo di Sandia Village, o più semplicemente Sandia Pueblo è un Census-designated place degli Stati Uniti d'America, nella  Contea di Sandoval nello stato del Nuovo Messico. Secondo i dati dello United States Census Bureau riferito all'anno 2000, ha una popolazione di 344 abitanti su un'area totale di 2,49 km².

## Geografia fisica
Sandia Pueblo è situato a circa 20 km a nord di Albuquerque, fra il Rio Grande ed i Monti Sandia, nel Nuovo Messico centro-settentrionale.
Il pueblo si trova lungo la U.S. Route 85, tra Albuquerque e Bernalillo.
Sandia Pueblo si trova all'interno di un'area di 101,18 km² che costituisce la riserva indiana dei pueblo Sandia. Il territorio della riserva si estende dalla riva orientale del Rio Bravo sino alle propaggini occidentali dei Monti Sandia, con una altitudine che varia dal circa 1.500 m. della zona occidentale, ai circa 3.000 m. della zona orientale. La riserva, è riconosciuta a livello federale ed ha una popolazione complessiva di 4.414 abitanti al censimento del 2000. I Pueblo di Sandia fanno parte del gruppo dei Tewa e parlano una lingua della famiglia delle lingue Kiowa-Tano detta Lingua Tiwa meridionale. La comunità dei Pueblo di Sandia vive, oltre che nel territorio di Pueblo di Sandia Village, anche nel territorio di Bernalillo a nord.

## Storia
Frammenti di antichi vasi rinvenuti nel moderno villaggio indicano che il sito è stato abitato con continuità dal 1300 ad oggi. La localizzazione del Pueblo al tempo della spedizione nella zona del conquistatore spagnolo Francisco Vázquez de Coronado, avvenuta nel 1540, è dubbia. La prima volta che Sandia è individuata con precisione, con il suo nome e nella sua attuale posizione, è nel 1617, quando diventa la sede della missione di San Francesco.